# Stélla Soulióti
Stélla Soulióti (grec moderne : Στέλλα Σουλιώτη), née Stélla Kakoyiánni (Στέλλα Κακογιάννη) le 13 février 1920 et morte le 1er novembre 2012, était une juriste et femme politique chypriote.

## Biographie
Elle naît à Limassol (Chypre), alors une colonie britannique, en 1920. Elle est la fille du juriste Sir Panayiotis Cacoyannis et la sœur du réalisateur Michael Cacoyannis. Elle épouse Dimítrios Souliótis en 1949, ils ont une fille.
Durant la Seconde Guerre mondiale elle s'engage dans la Royal Air Force, où elle termine lieutenant. Elle devient ensuite la première femme avocate de Chypre. Proche de l'archevêque Makarios, elle est nommée ministre de la Justice à l'indépendance de Chypre en 1960. Elle est aussi ministre de la Santé de 1964 à 1966. Elle quitte le gouvernement en 1970.
Elle est procureure générale de Chypre de 1984 à 1988. Elle est membre du comité directeur de l'Unesco de 1987 à 1991. 
Elle dirige la Croix-Rouge chypriote (en) de 1961 à 2004.
Elle meurt à Limassol en 2012.

## Publications
- Stélla Soulióti, Fettered Independence: The narrative, Modern Greek Studies, University of Minnesota, 2006, 626 p.